# يان آر. ماكليود
يان آر. ماكليود (بالإنجليزية: Ian R. MacLeod)‏ (6 أغسطس 1956 في سوليهل - ) كاتب، وروائي، وكاتب خيال علمي من المملكة المتحدة.

## الجوائز
- Bob Morane Award  [لغات أخرى]‏
- Locus Award for Best First Novel [الإنجليزية]‏
- جائزة عالم الخيال لأفضل رواية قصيرة [الإنجليزية]‏
- World Fantasy Award—Short Fiction [الإنجليزية]‏
- جائزة جون دبليو كامبل التذكارية لأفضل رواية خيال علمي
- جائزة آرثر سي كلارك

## روابط خارجية
- يان آر. ماكليود على موقع IMDb (الإنجليزية)
- يان آر. ماكليود على موقع ديسكوغز (الإنجليزية)